# Яєчно-винна дієта

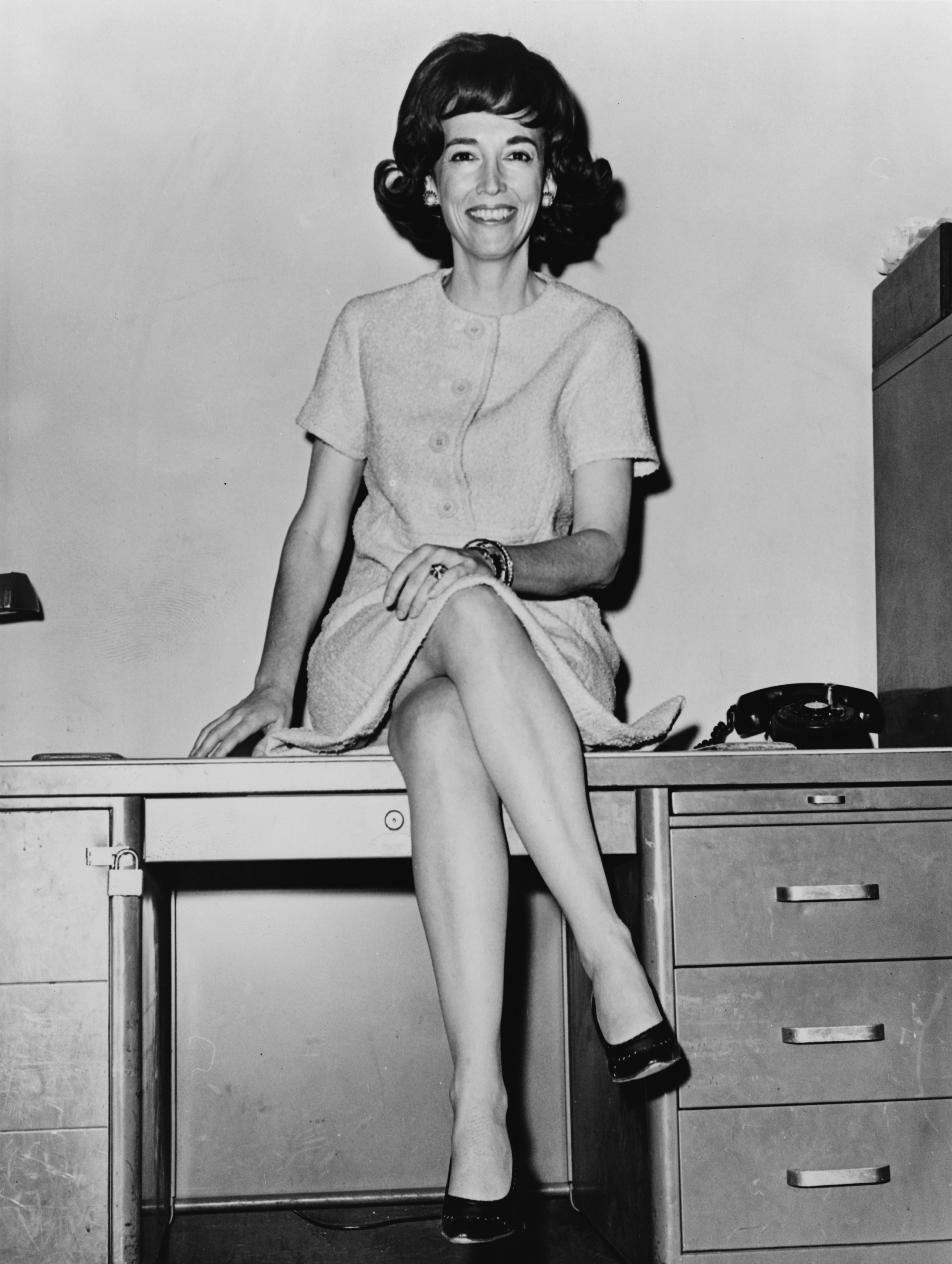
Гелен Ґерлі Браун у 1964 році

Яєчно-винна дієта — модна дієта, яку популяризували в 1964 році та відродили в 2018 році в соціальних мережах.
Дієта з яйцями та вином була вперше популяризована в книзі Гелен Ґерлі Браун «Секс і самотня дівчина: Посібник для чоловіків незаміжньої жінки» в 1962 році та була опублікована в журналі Vogue в 1977 році. Дієта передбачала споживання 3-5 яєць на день плюс 24-рідкі-унції-США (710 мл) пляшка вина. На сніданок беруть одне яйце і склянку вина, на обід — два яйця і ще склянку, а на вечерю 5-унцій (140 г) стейк і решту пляшки вина.
Дієта була відроджена в 2018 році на платформах соціальних мереж і стала мемом. Медичні експерти застерігають від цієї дієти, оскільки вона незбалансована з точки зору харчування, нестабільна і в довгостроковій перспективі принесе більше шкоди, ніж користі. Високий вміст алкоголю в раціоні був описаний як небезпечний і загрозливий для печінки.